# 509 г. пр.н.е.

## Събития

### В Азия

#### В Персийската империя
- Цар на Персийската (Ахеменидска) империя e Дарий I (522 – 486 г. пр.н.е.).[1]

### В Европа

#### В Римската република
- Римският цар Тарквиний Горди е прогонен след като в Рим избухва бунт заради изнасилването на патрицианката Лукреция от неговия син Секст Тарквиний.[2]
- Монархията е премахната и заменена с република.[3] Начало на републиканския период в историята на древен Рим (509 – 27 г. пр.н.е.).
- Водачите на въстанието Луций Юний Брут и Луций Тарквиний Колатин стават първите консули в историята на републиката.[2]
- Колатин е принуден да се откаже от поста си. Той е заменен от Публий Валерий Попликола, който така става първи суфетконсул.
- Разкрит е заговор за връщане на монархията, в който участват и синовете на Брут. Те са наказани с екзекуция от баща си.[4]
- Войска на град Вейи нахлува в римска територия от името на Тарквиний Горди, но в сражение при Арсийската гора претърпява поражение от римските сили, ръководени от Брут и Попликола. Самият Брут загива по време на битката след като влиза в двубой с Арунт Тарквиний.[4]
- Пoпликола празнува триумф за победата в Рим. Суфектконсул става Спурий Лукреций Триципитин, който заема мястото на Брут, но умира преди края на мандата си и е заменен от Марк Хораций Пулвил.
- Осветен е Храмът на Юпитер Оптимус Максимус на Капитолийския хълм. Церемонията е ръководена от консула Марк Пулвил и вероятно се състои на септемврийските иди (13 септември).[4]
- Сключен е първият договор между Рим и Картаген.[3]

### В Атина
- Лисагор е архонт в Атина (509\508 г. пр.н.е.).

## Починали
- Луций Юний Брут, основател на Римската република и първи консул
- Тит Юний Брут, най-възрастният син на Луций Юний Брут
- Тиберий Юний Брут, по-малкият син на Луций Юний Брут
- Арунт Тарквиний, син на последния римски цар Тарквиний Горди